# Charles Dumont
Charles Dumont, (Cahors, 26 de março de 1929 – Paris, 18 de novembro de 2024) foi um ator, cantor e compositor francês.
Até a década de 1960, compôs, usando pseudônimos, para Dalida, Gloria Lasso, Luis Mariano e Tino Rossi. Nesta época desenvolveu uma colaboração fiel com o letrista Michel Vaucaire. Juntos, escreveram em 1956 Non, je ne regrette rien, gravada em novembro de 1960 por Édith Piaf. Após esta, ainda forneceram outras contribuições a cantora, incluindo Les Amants, que Piaf escreveu em conjunto com Dumont, em 1962.
Em 1971, encontrou a cantora estadunidense Barbra Streisand que regravou Le Mur com o título em inglês I've Been Here.
Charles Dumont desenvolveu na década de 1970 uma carreira pessoal e interpretou suas próprias composições onde o amor e as mulheres tinham um lugar de destaque.
Nos dias 28 e 29 de março de 2004, comemorou 50 anos de carreira no Bataclan em Paris.

## Morte
Dumont morreu no dia 18 de novembro de 2024, aos 95 anos.